# Raphidia tranquilla
Raphidia tranquilla là một loài côn trùng trong họ Raphidiidae thuộc bộ Raphidioptera. Loài này được Scudder miêu tả năm 1890.